# 新塔拉西夫卡
48°16′23″N 34°39′33″E / 48.27306°N 34.65917°E
新塔拉西夫卡（烏克蘭語：Новотарасівка）是烏克蘭中部的村莊，隸屬第聶伯羅彼得羅夫斯克州的第聶伯羅區。該村處於莫克拉蘇拉河右岸，距離切爾沃尼馬亞克1.5公里，海拔高度76米，2001年人口20。